# П'єр Гольдман
П'єр Гольдман (фр. Pierre Goldman; нар.22 червня 1944, Ліон — †20 вересня 1979, Париж) — французький ліворадикальний інтелектуал, грабіжник, письменник. У 1960-их роках скоював пограбування аптек, був визнаний винним у вбивстві декількох людей під час пограбування однієї з них, пізніше виправданий. Після звільнення працював журналістом. У 1979 році був убитий, як помста за ніби скоєні ним вбивства. Був братом Жана-Жака Гольдмана — відомого французького співака.